# Закон про індивідуальну трудову діяльність
19 листопада 1986 Верховна Рада СРСР прийняла Закон про індивідуальну трудову діяльність, що поклав початок розвитку малого бізнесу в рамках адміністративно-командної економіки.
Дозвіл індивідуальної трудової діяльності дозволяє на свій страх і ризик працювати «На себе». При цьому Закон не допускає приватної власності на засоби виробництва — догмати марксизму обов'язково дотримуватися. Не можна наймати жодного працівника, індивідуал не може мати промислового обладнання і повинен сам трудитися за профілем — менеджмент роботою не визнається. Щоправда через деякий час після прийняття цього закону кмітливі підприємці навчаться обходити ці заборони.
Разом з законодавством про кооперацію створювалася легальна основа для швидкого збагачення. В рядах КПРС швидко викрили «ворожу сутність» горбачовських послаблень і прийнялися відкрито критикувати курс генсека. Однак більшість населення зустріло новий закон з полегшенням.